# Voltvändning
Voltvändning är en sportteknisk term inom simning. Innan voltvändningen uppfanns använde simmarna händerna för att vända i bassängen om den var kortare än den sträcka de tävlade i. Voltvändning (som alla simmare numer använder) innebär i princip att vändning vid bassängkanten sker under vattnet (kullerbytta/roll) med avstamp med fötterna mot bassängkanten.